# Clemensschwestern

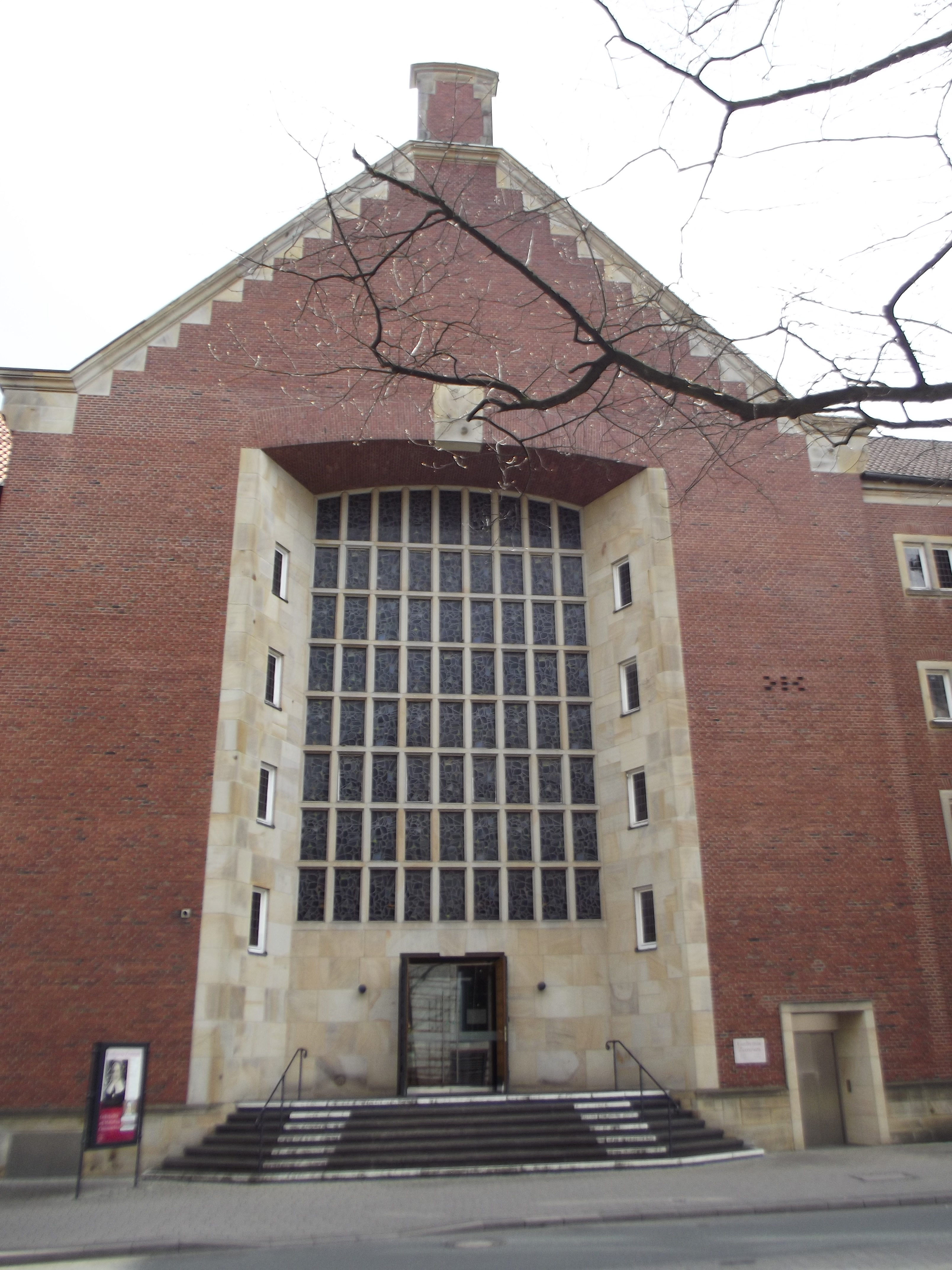
Das Euthymia-Zentrum in Münster wird von den Clemensschwestern unterhalten und befindet sich an der Rückseite ihres Mutterhauses

Die Genossenschaft der Barmherzigen Schwestern von der allerseligsten Jungfrau und schmerzhaften Mutter Maria, auch Clemensschwestern, ist ein katholischer Frauenorden des Bistums Münster, der sich vor allem der Krankenpflege widmet. Das Mutterhaus befindet sich in Münster.

## Geschichte

### 19. und 20. Jahrhundert
Der Krankenpflegeorden wurde 1808 durch Clemens August Droste zu Vischering, Kapitularvikar des Bistums Münster, nach dem Vorbild der Vinzentinerinnen. Graf Friedrich Leopold zu Stolberg stellte die finanziellen Mittel für die Gründung zur Verfügung. Der Regens des Priesterseminars, Bernhard Overberg, half beim inneren Aufbau der Genossenschaft.
In der Zeit der französischen Besatzung waren das kirchliche Leben und vor allem der Dienst an den Kranken im Bistum Münster sehr vernachlässigt worden. In den Jahren 1810 bis 1813 wurden von durchziehenden Truppen Typhus, Ruhr und andere Krankheiten eingeschleppt. Die erste Generaloberin, Mutter Maria Alberti, und ihre vier Mitschwestern kümmerten sich aufopferungsvoll um die Kranken und Sterbenden. Ab 1820 übernahmen die Schwestern die Krankenpflege im Clemenshospital Münster, die bis dahin Ordensbrüder geleistet hatten. Die Schwestern wurden im Volksmund bald Clemensschwestern genannt.

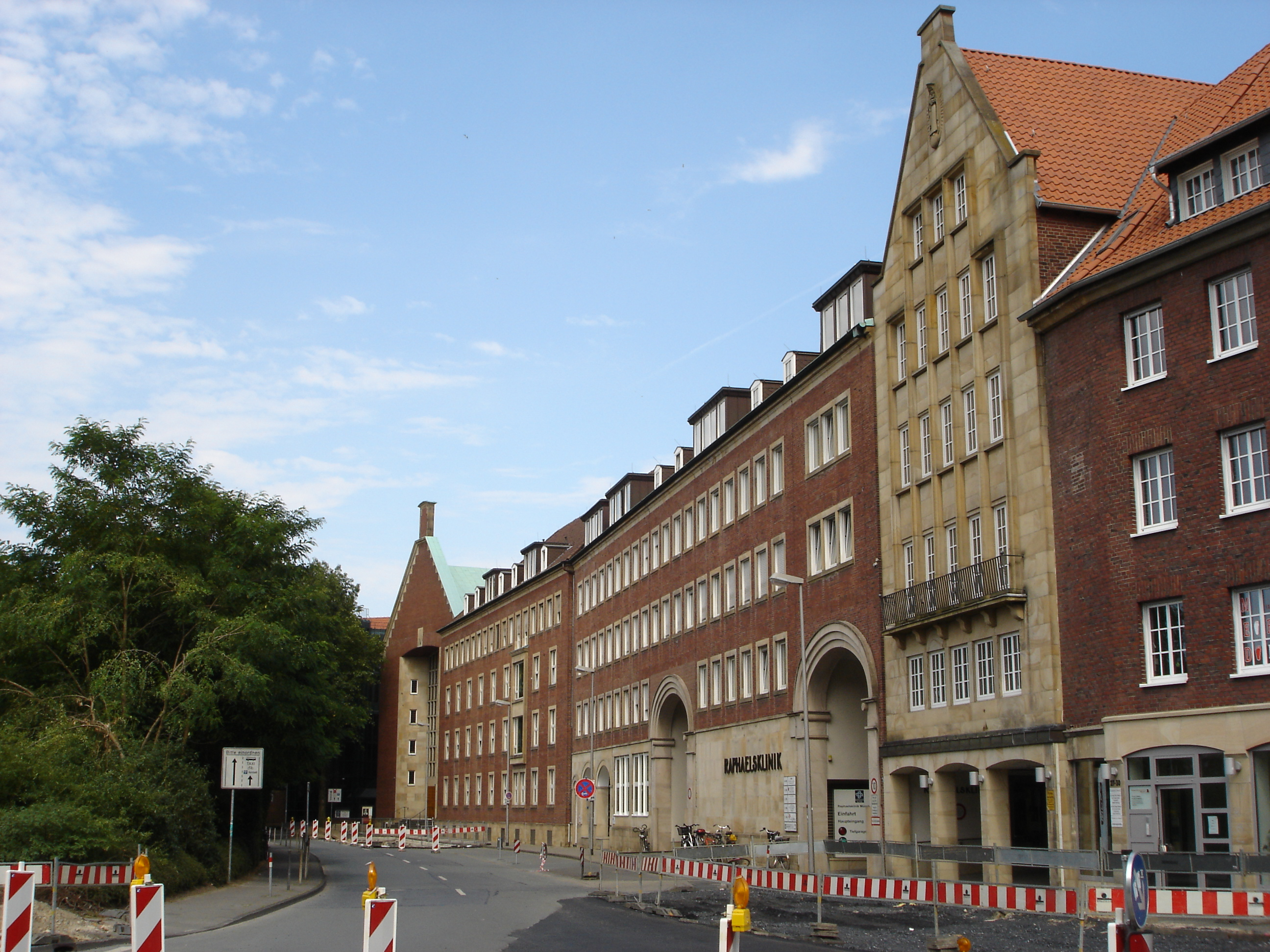
Portal der Raphaelsklinik

Die Zahl der Schwestern stieg rasch an, 1858 waren es etwa 200 Ordensangehörige, 1908 schon 1377 Schwestern in 88 Niederlassungen. Im selben Jahr wurde in unmittelbarer Nähe des Mutterhauses des Ordens die Raphaelsklinik in Trägerschaft der Clemensschwestern gegründet. Dort wurde auch eine eigene Krankenpflegeschule für die Genossenschaft der Barmherzigen Schwestern eingerichtet.
Während des Deutsch-Französischen Krieges 1870/71 und im Ersten Weltkrieg hatte die Genossenschaft nur wenige Opfer zu beklagen, doch im Zweiten Weltkrieg wurden das Mutterhaus und viele Niederlassungen ausgebombt. Über 100 Schwestern kamen ums Leben oder blieben in den Lazaretten des Ostens vermisst.
1958 besaß der Orden 128 Niederlassungen mit 2362 Schwestern. Seit den 1960er Jahren geht die Zahl der Schwestern jedoch wie in fast allen deutschen Frauenorden stark zurück.

### 21. Jahrhundert
2001 gehörten insgesamt 497 Schwestern in 52 Niederlassungen zur Kongregation. Die Konvente liegen nach wie vor hauptsächlich in Westfalen, am Niederrhein und im westlichen Niedersachsen. Die Schwestern betreiben eigene Schulen für Krankenpflege, Ernährungslehre und Säuglingspflege. Sie arbeiten außer in Krankenhäusern auch in Kinder- und Erziehungsheimen, Erholungsheimen und Kindergärten.

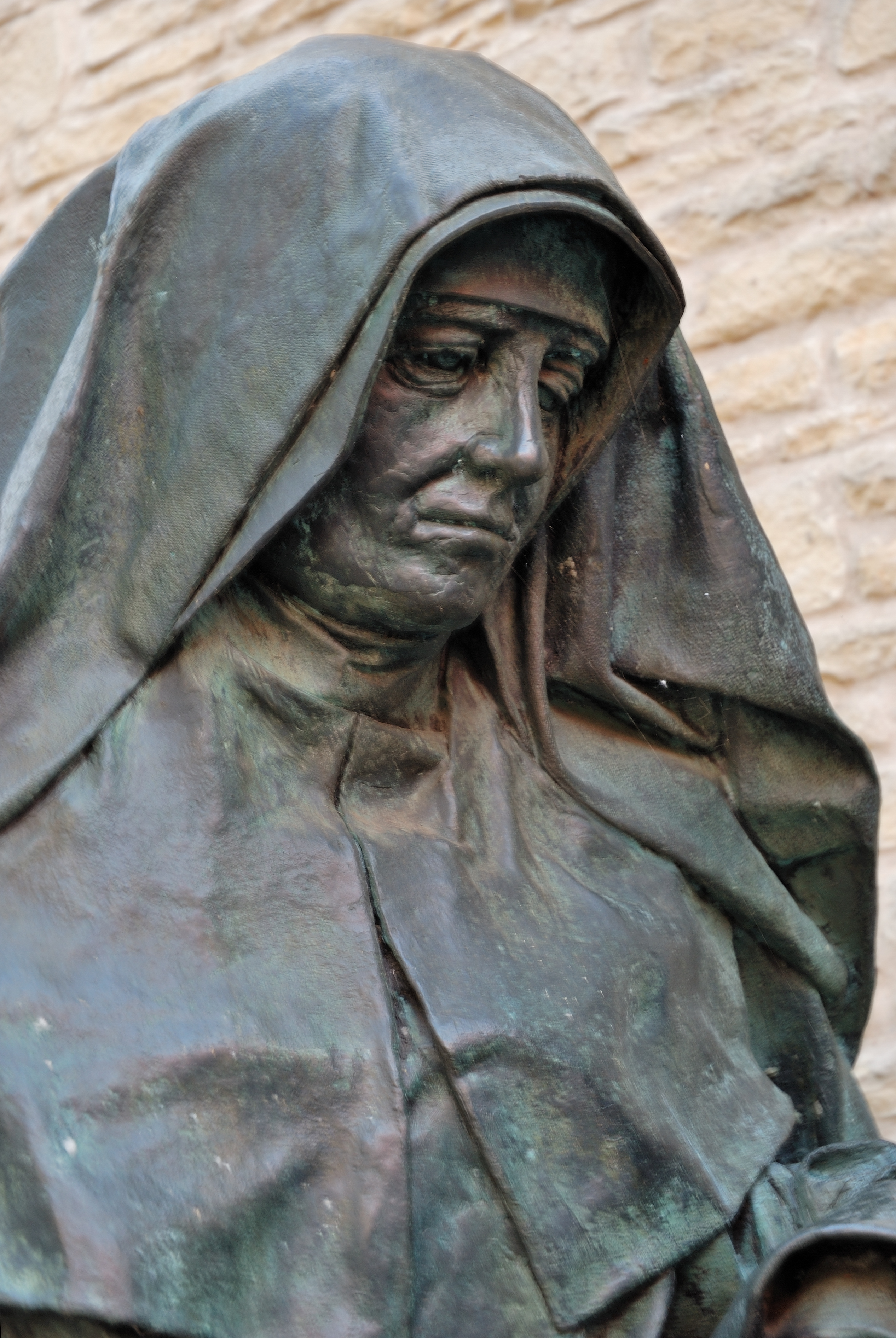
Darstellung von Schwester Euthymia am Münsterschen Dom

Schwester Euthymia, die dem Orden angehörte und am 9. September 1955 starb, wurde am 7. Oktober 2001 seliggesprochen.
Ein kontroverses Echo in der Öffentlichkeit löste im Frühjahr 2014 das Bekanntwerden des Umgangs des Ordens mit Schwester Milgitha, bürgerlich Paula Kösser (* 1935 in Stadtlohn), aus, die Anfang der 1970er Jahre als eine der ersten Clemensschwestern nach Ruanda gekommen und 1994 während des Völkermordes Zeugin der Geschehnisse geworden war und ein Waisenhaus für überlebende Kinder aufgebaut hatte. Sie war im September 2010 von Bischof Felix Genn, dem höchsten Oberen der Ordensgemeinschaft, aus dem Orden ausgeschlossen worden, weil sie sich geweigert hatte, nach Deutschland zurückzukehren und ihr Gesundheitszentrum aufzugeben.
Schwester Charlotte Schulze Bertelsbeck wurde am 7. Januar 2009 als Nachfolgerin von Schwester Christel Grondmann zur Generaloberin gewählt. 2015 wurde sie für eine weitere Amtszeit von sechs Jahren wiedergewählt. Beim Generalkapitel der Ordensgemeinschaft in Rheine-Bentlage im Januar 2022 wurde Schwester Gisela Maria Manders zur Generaloberin der Clemensschwestern gewählt.